# Gonzalo Driemel
Gonzalo Driemel né le 22 octobre 1998, est un joueur argentin de hockey sur gazon. Il évolue à Quilmes et avec l'équipe nationale argentine.

## Carrière
- Il a été appelé en équipe première en avril 2022 pour concourir à la Ligue professionnelle 2021-2022 sans jouer le moindre match[1].